# Louis De Naeyer
Karel Lodewijk (Louis) De Naeyer (Lebbeke, 3 december 1827 – Willebroek, 16 februari 1902) was een Belgisch ondernemer en politicus. Hij was oprichter van de papierfabriek De Naeyer te Willebroek. Hij was burgemeester van Willebroek van 1885 tot zijn overlijden in 1902.

## Leven
Karel Lodewijk De Naeyer, beter gekend als Louis De Naeyer, werd geboren te Lebbeke op 3 december 1827 als zoon van Joannes Frans De Naeyer en Joanna Michiels. Hij trad in het huwelijk met Alida Peeters en had één zoon Eduard De Naeyer. Deze overleed op de jonge leeftijd van 8 jaar. Louis De Naeyer overleed te Willebroek op 16 februari 1902. Zijn dood kreeg veel aandacht zowel in eigen land als in Frankrijk, Spanje en Zuid-Amerika.

## Industrieel

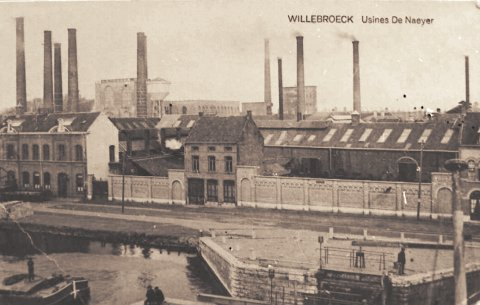

Als werknemer in de fabrieken Olin, de latere Papeteries de Virginal leert hij papier maken. Zijn carrière begon te pieken in Brussel waar hij in 1852 als handelaar in lompen voor papierfabricage van start ging met een aankoopkantoor voor alle Belgische papierfabrieken. 
De keuze om de fabriek in Willebroek te starten werd waarschijnlijk bepaald door de nabijheid van het kanaal, aangezien de fabriek veel water nodig had. Daarbij kwam de directe verbinding met Brussel en via de Rupel, Antwerpen en de opening van de spoorlijn van Mechelen naar Terneuzen met een halte in Willebroek. Hij kreeg toelating van de gemeente om een werkhuis te starten voor het vervaardigen van papierdeeg op 3 december 1860. Het papierdeeg werd vervaardigd van stro en had een dagproductie van acht ton. In 1874 werd aan de deegbereidingsfabriek een papierfabriek gevoegd. In 1862 werd een commanditaire vennootschap opgericht met Louis De Naeyer als beheerder zaakvoerder. Voor zijn arbeiders richtte hij in 1863 arbeiderswoningen op, een 300-tal in totaal. Daarbij zorgde hij ervoor dat zijn medewerkers geletterd werden. Louis De Naeyer startte bijkomende fabrieken in Frankrijk, Rusland, Spanje en Zuid-Amerika.

## Politicus
Op 30 oktober 1866 werd hij in Willebroek als gemeenteraadslid verkozen en op 31 december 1875 als schepenen geïnstalleerd. De jaren voorheen zetelde hij als dienstdoende schepen. In 1873 ontvouwde Louis De Naeyer zijn gezondheidswerken en nutsvoorzieningen, zowel in het centrum van de gemeente Willebroek als in Klein-Willebroek. Hierdoor kwam hij in opmars en meermaals in conflict met de toenmalige burgemeester. Tijdens de gemeenteraadszitting van 3 januari 1882 was Louis De Naeyer dienstdoende burgemeester en voorzitter. Tijdens zijn tijd als dienstdoende burgemeester stelde hij zijn schoonbroer aan als gemeentesecretaris. Op 5 maart 1885 werd hij officieel tot burgemeester benoemd en hij zou dit blijven tot aan zijn dood.

## Erkenning
Op 17 september 1905 werd het monument Louis De Naeyer onthuld, als openbare hulde aan deze man, die de toekomst van Willebroek mee bepaalde.
De Naeyer werd in Willebroek begraven, in een praalgraf ontworpen door Clement Jonckheer.